# Live at Convocation Hall
Live at Convocation Hall è un album dal vivo del cantautore canadese Hayden, pubblicato nel 2002 con Hardwood Records e Universal Music Canada.
L'album è stato registrato presso la Convocation Hall dell'Università di Toronto.

## Tracce

### Disco 1
1. Streetcar – 4:53
2. I Should Have Been Watching You – 3:12
3. Steps into Miles – 3:12
4. The Hazards of Sitting Beneath Palm Trees – 3:32
5. Holster – 4:20
6. Middle of July – 2:32
7. Between Us to Hold – 2:50
8. I'm to Blame – 2:29
9. Bass Song – 4:51
10. We Don't Mind – 5:17
11. Stem – 2:14

### Disco 2
1. Two Doors – 5:17
2. I Don't Think We Should Ever Meet – 3:21
3. Woody – 1:37
4. Long Way Down – 4:32
5. All in One Move – 1:59
6. Bad as They Seem – 4:22
7. Lullaby – 7:25
8. Pots and Pans – 3:26
9. Trees Lounge (Desser, Steve Buscemi – 4:05
10. Tell Me Why (Neil Young) – – 3:53
11. Carried Away – 3:13